# Piggy back
Piggy back è l'accordo con cui un produttore locale offre ad un produttore estero i servizi della propria rete distributiva.
Le parti di tale accordo sono chiamate:
1. Carrier, cioè l'impresa già presente nel mercato che si occupa della distribuzione del prodotto;
2. Rider, cioè l'impresa esportatrice estera che vuol fare ingresso in quel determinato mercato.